# 江上武種
江上 武種（えがみ たけたね）は、戦国時代の武将。少弐氏、龍造寺氏の家臣。江上氏15代当主。

## 略歴
少弐資元・冬尚父子に仕えた。天文20年（1551年）、土橋栄益が龍造寺鑑兼を龍造寺氏当主に擁立しようとして龍造寺隆信に造反すると、武種は神代勝利・八戸宗暘・小田政光・筑紫惟門ら19将と共にこれに与し、隆信と対立した。しかし天文24年（1555年）、在城していた勢福寺城へ隆信の軍勢が来襲すると、武種は防ぎきれず城を出て仁比山へと退いた。
その後は城原城にあったが、永禄元年（1558年）11月、隆信が勢福寺城に入っていた少弐冬尚を攻めるべく進軍してきた際は神代勝利と共に、龍造寺軍先鋒となった小田政光（元少弐家臣で、隆信に降伏し従属）を逆に討ち取るという功績を挙げた。12月3日には隆信との間で和議が成立したが、翌永禄2年（1559年）、隆信が約定を違えて城を攻撃してくる。武種は筑後国へ逃れ、冬尚は自害して果てた。その後、武種は隆信と和睦し勢福寺城へ戻った。
以後は龍造寺氏に属して神代氏攻めなどにも参加したが、永禄12年（1569年）に大友氏が肥前へ来襲すると、援軍を要請したにも拘らず隆信が援軍を出さなかったので、大友方に付き村中城攻めに参加した。元亀元年（1570年）に大友氏が今山の戦いにより龍造寺攻めが頓挫すると隆信の逆襲が始まる。翌元亀2年（1571年）、隆信が鍋島信生（後の鍋島直茂）らに2,000の兵を与えて攻めてくる。武種は重臣の執行種兼らの活躍で一度はこれを退けるも、結局は隆信の圧力に屈し、隆信の子の家種を養子に迎えて和睦した。以後、江上氏は家種の指揮のもと龍造寺旗下として活躍した。